# Пјан деј Рати-Пјанеца (Ђенова)
Пјан деј Рати-Пјанеца је насеље у Италији у округу Ђенова, региону Лигурија.
Према процени из 2011. у насељу је живело 291 становника. Насеље се налази на надморској висини од 55 м.